# غابريل بيريكو
غابريل بيريكو (بالإيطالية: Gabriele Perico)‏ (11 مارس 1984 ببيرغامو في إيطاليا - ) هو لاعب كرة قدم إيطالي في مركز الدفاع. شارك مع منتخب إيطاليا تحت 18 سنة لكرة القدم ومنتخب إيطاليا تحت 19 سنة لكرة القدم ومنتخب إيطاليا تحت 20 سنة لكرة القدم. أما مع النوادي، فقد لعب مع أتالانتا ونادي تشيزينا ونادي كالياري ونادي مونزا ونادي براتو وUC AlbinoLeffe ‏.

## روابط خارجية
- غابريل بيريكو على موقع قاعدة بيانات كرة القدم.إي يو (الإنجليزية)
- غابريل بيريكو على موقع Soccerway.com (الإنجليزية)
- غابريل بيريكو على موقع عالم كرة القدم.نت (الإنجليزية)
- غابريل بيريكو على موقع AS.com (الإسبانية)